# محمد دیابی (بازیکن فوتبال، زاده ۱۹۹۶)
محمد دیابی (انگلیسی: Mohamed Diaby؛ زادهٔ ۳ سپتامبر ۱۹۹۶) بازیکن فوتبال اهل فرانسه است.
از باشگاه‌هایی که در آن بازی کرده‌است می‌توان به باشگاه فوتبال پاسوژ د فریرا اشاره کرد.